# Крест (Пожинское сельское поселение)
Крест — деревня в центральной части Торопецкого района Тверской области. Входит в состав Пожинского сельского поселения.

## География
Деревня расположена на автодороге 28К-1786 (Торопец — Плоскошь) в 15 км к северо-западу от районного центра Торопец. Расстояние по автодороге: до Торопца — 18 км, до Пожни — 7 км.

## История
В списке населённых мест Псковской губернии за 1885 год на почтовом тракте Торопец — Холм значится сельцо Кресты. 1 двор, 6 жителей (4 мужчины и 2 женщины). В Крестах находилось Пожинское волостное правление.

## Население
| 2010 |
| ---- |
| 46   |